# Leopardgeckos
Die Leopardgeckos (Eublepharis) sind eine Gattung aus der Familie der Lidgeckos (Eublepharidae). Sie sind dämmerungs- und nachtaktive bodenbewohnende Geckos, welche hauptsächlich in den Steppen von Pakistan, Nordwestindien und Afghanistan beheimatet sind. Die Herkunft ihres Gattungsnamens Eublepharis stammt vom griechischen 'eu' für „wahr“, 'blephar' für „Augenlid“.
Der Leopardgecko erhielt seinen Namen von seiner Färbung, welche er als Alttier bekommt – eine gewöhnlich cremefarbene oder gelbe Basisfarbe mit schwarzen und bräunlichen Flecken.
Leopardgeckos gehören zusammen mit einigen wenigen Altweltgeckos zu der sehr kleinen Gruppe von Geckos, die Augenlider besitzen. Leopardgeckos sind Augentiere. Das heißt, dass sie Beutetiere und Fressfeinde anhand ihrer Sehkraft entdecken. Ihr Geruchssinn bleibt eher im Hintergrund. Die beweglichen Augenlider helfen dem Tier, in seiner sandigen Umgebung die Augen sauber zu halten. Ein anderer interessanter Unterschied ist, dass Leopardgeckos keine Haftlamellen an den Füßen besitzen, sondern Krallen, die sich hervorragend zum Graben eignen. Deshalb können sie keine Glasscheiben hinaufklettern. Wie alle Geckos können sie ihre Schwänze abwerfen, wenn sie plötzlich erschreckt werden und flüchten müssen; es wächst aber ein neuer Schwanz nach. Das Schwanzregenerat ist farblich aber monoton und rübenartig geformt.
In seiner natürlichen Umgebung lebt der Leopardgecko unter Steinen oder in kleinen Höhlen, um extremen Temperaturen zu entgehen. Wie die meisten Bewohner von Steppen ist er nachtaktiv und jagt Insekten, Skorpione, Spinnen und sogar kleine nestjunge Nagetiere.
Leopardgeckos zeigen nur einen sehr kleinen Sexualdimorphismus – die Männchen bringen etwas mehr Gewicht auf die Waage als Weibchen. Männchen besitzen eine V-förmige Reihe von präanalen Poren und paarige Hemipenistaschen, welche als Verdickungen am Schwanzansatz deutlich sichtbar sind. Das Geschlecht wird erst während der Brutzeit bestimmt und ist abhängig von der Inkubationstemperatur. So schlüpfen bei niedrigen Temperaturen weibliche und bei höheren Temperaturen meist männliche Exemplare. Junge Leopardgeckos können geschlechtlich noch nicht unterschieden werden.

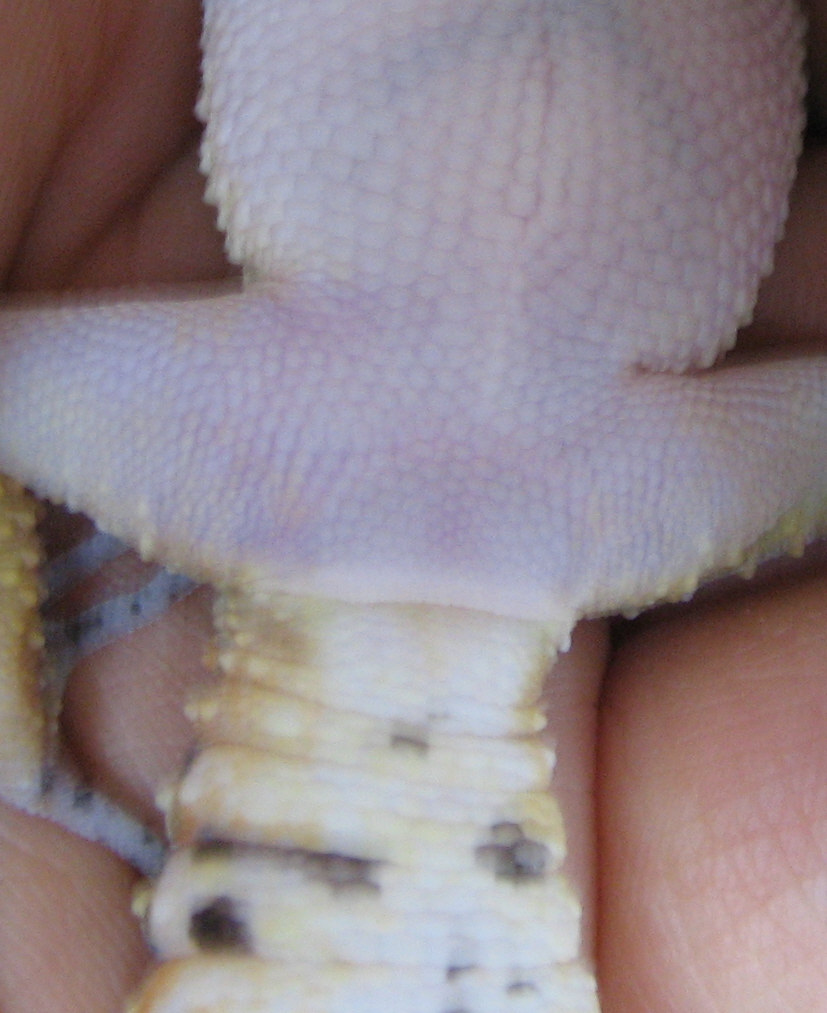
Weiblicher Leopardgecko
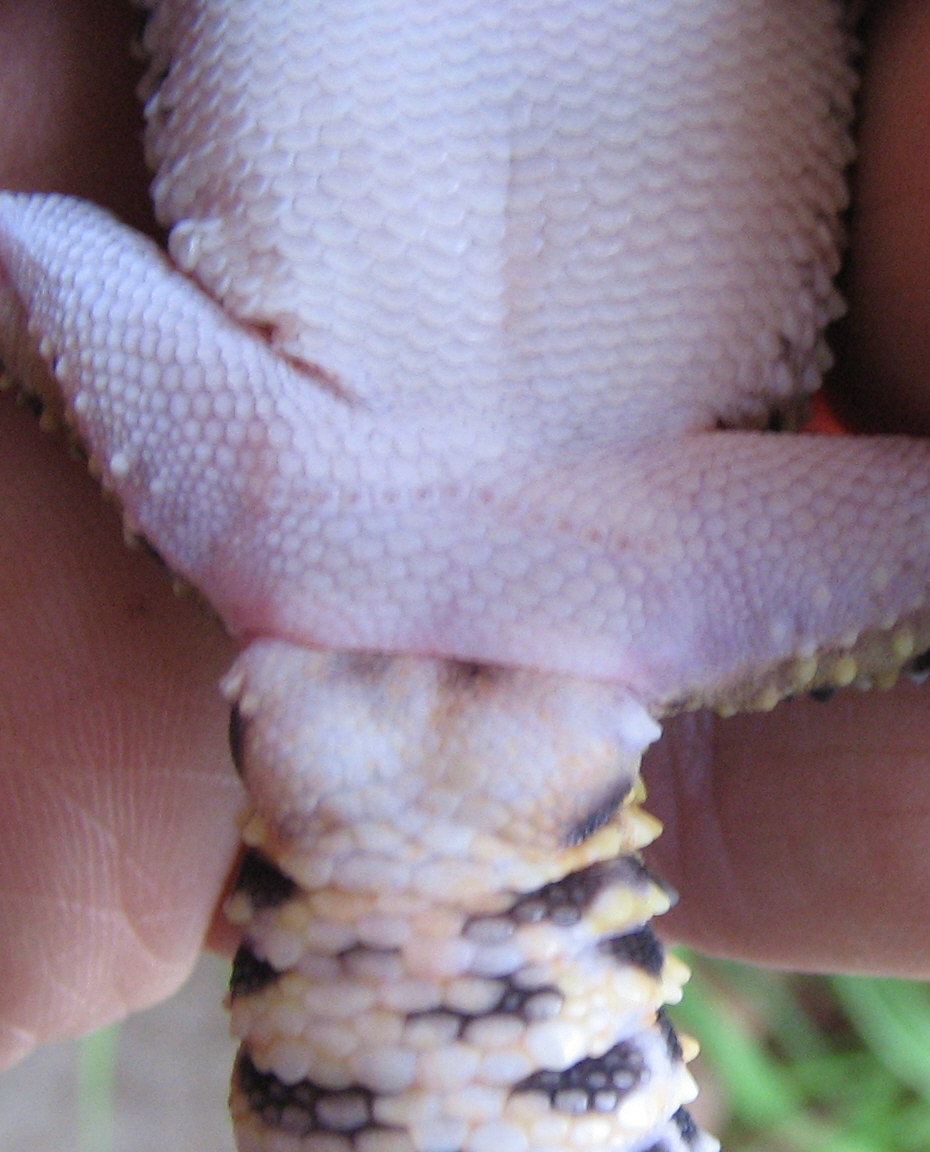
Männlicher Leopardgecko
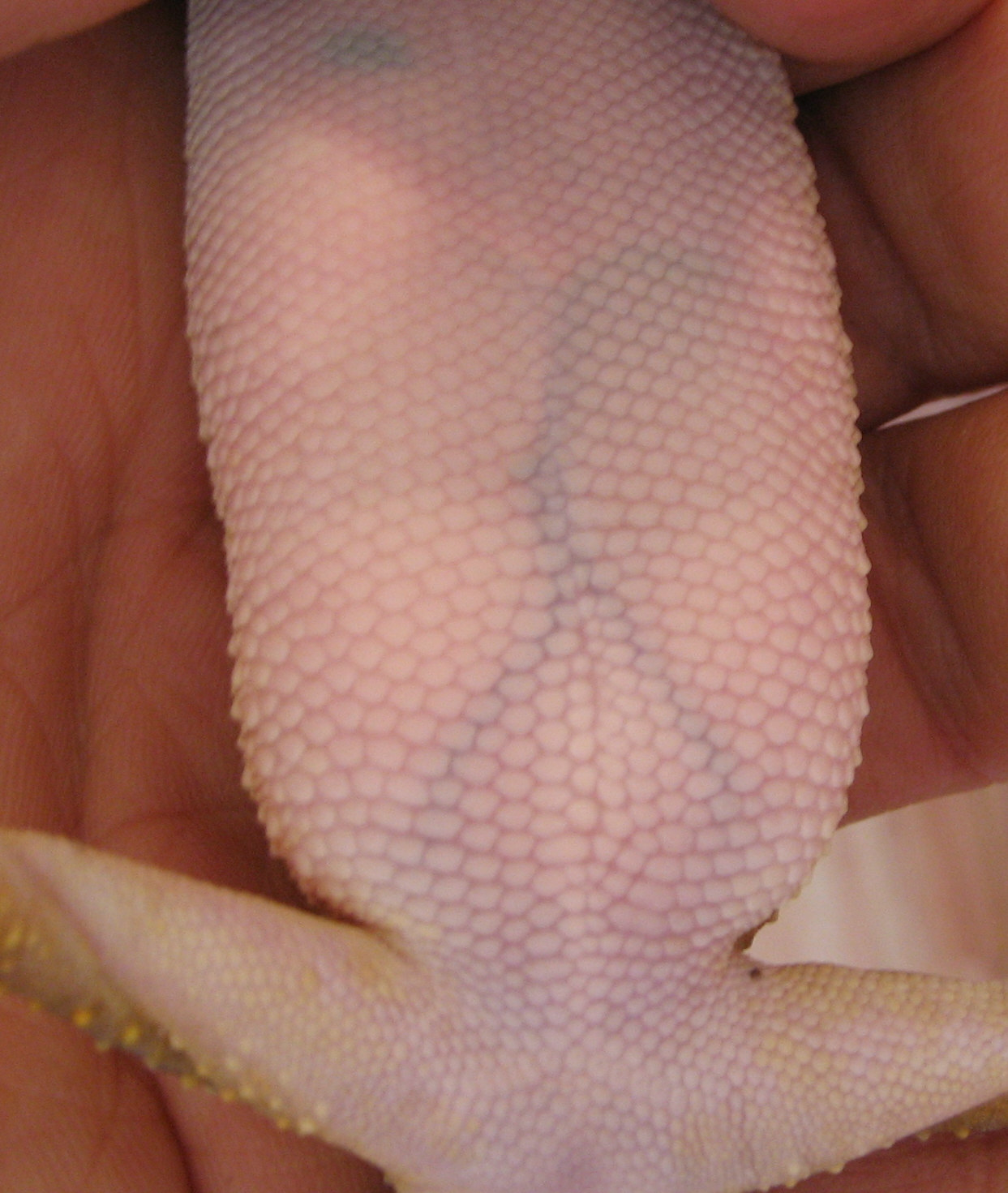
Tragender Leopardgecko

## Arten und Verbreitung
Die Gattung Eublepharis umfasst heute fünf Arten, mit „Leopardgecko“ ist aber meistens die Art E. macularius gemeint.

### Eublepharis angramainyu
Eublepharis angramainyu (Anderson & Leviton, 1966) kommt im Norden Syriens, im Norden des Irak und im Westen des Iran vor. Die Tiere weisen eine braune Fleckenzeichnung auf gelbem bis ockerfarbenem Grund auf, die im Bereich des Kopfes zu Linien verschmelzen können. Im Bereich des Körpers lassen sich drei bis vier dunklere Bänder ausmachen. Die Bereiche zwischen den Bändern sind, wie auch die Bänder selber, braun gefleckt.

### Eublepharis fuscus
Eublepharis fuscus (Börner, 1981), kommt im westlichen Indien, im nördlichen Karnataka, in Maharashtra und Gujarat vor.

### Eublepharis hardwickii
Eublepharis hardwickii (Gray, 1827) kommt an der nordöstlichen Küste von Indien vor. Die Tiere unterscheiden sich in Bezug auf die Zeichnung und ihre Beschuppung deutlich von den anderen Vertretern der Gattung Eublepharis. Die Tiere weisen auf braunem bis dunkelbraunem Grund drei deutlich abgesetzte helle Querbänder auf. Die Zwischenräume sind einfarbig. Die Tiere ähneln in ihrer Jugendfärbung den übrigen Arten. Die dorsalen Tuberkelschuppen von E. hardwickii berühren sich, im Gegensatz zu allen anderen Arten dieser Gattung. Ebenfalls einzigartig innerhalb der Gattung Eublepharis ist die bereits adulte Färbung nach dem Schlüpfen aus dem Ei. Die Tuberkelschuppen sind allgemein flacher als bei den anderen Arten.

### Eublepharis macularius
Eublepharis macularius (Blyth, 1854) kommt im Nordwesten Indiens, in großen Teilen Zentralpakistans und im Südosten Afghanistans vor. Beschuppung und Zeichnung ähneln wesentlich den Merkmalen von E. angramainyu, einzig die Kopfzeichnung weist immer einzelne Flecken, niemals Linien auf. E. macularius wird sehr häufig in Gefangenschaft gehalten und ist normalerweise gemeint, wenn man vom Leopardgecko spricht. Außerdem unterscheidet man beim Eublepharis macularius folgende Unterarten, welche geringfügige Unterschiede bezüglich der Beschuppung und Zeichnung aufweisen:
- Eublepharis macularius macularius
- Eublepharis macularius afghanicus
- Eublepharis macularius fasciolatus
- Eublepharis macularius fuscus
- Eublepharis macularius montanus
- Eublepharis macularius smithi

Der Unterartstatus ist momentan nur bei Eublepharis macularius afghanicus gesichert. Verschiedene Autoren (z. B. Grießhammer & Köhler; Seufer, Kaverkin, Kirschner) diskutieren, dass es sich bei den anderen Tieren um Varianten aus den klinalen Randbereichen der Nominatform Eublepharis macularius macularius handelt.

### Eublepharis turcmenicus
Eublepharis turcmenicus (Darevsky, 1977) hat sein relativ kleines Verbreitungsgebiet im Süden Turkmenistans im Grenzgebiet zum Iran und zu Afghanistan. Körperbau und Färbung ähnelt sehr E. angramainyu, einziges deutlich sichtbares Unterscheidungsmerkmal sind die hier durch mehrere Schuppen getrennten Präanalporen der Männchen.

## Farbvariationen
Durch die Selektion bei der Züchtung können Farben und Muster beeinflusst werden. So ist es auch beim Leopardgecko in Mode gekommen bestimmte Farbvariationen und Muster zu züchten. Diese beschränken sich dabei auf die Körperoberseite, währenddessen der Bauch immer hellgrau bis weiß und der Schwanz meist rundum gezeichnet ist. Die Namen der Farbvariationen werden von der jeweiligen Farbe abgeleitet, wobei hier immer das adulte Tier gemeint ist. So besitzt z. B. die Variation Albino keine schwarzen Farbpigmente. Leopardgeckos mit bestimmten Färbungen sind entsprechend selten und sind deshalb beliebte aber auch kostspielige Showtiere. In Amerika werden bereits viele Farbvariationen gezüchtet, die man auf Messen und Börsen finden kann. Die verschiedenen Farbmutationen werden nach ihrer jeweiligen Färbung oder auch nach ihrem erstmaligen Züchter benannt zum Beispiel die Tremper-Albino Linie wurde nach dem aus Texas stammenden Großzüchter Ron Tremper und die Albino-bell Linie nach Mark und Kim Bell benannt.